# 高曰聰
高曰聰（？—？），字作謀，號雲曙，山東膠州人，清初官員。進士出身。

## 生平
高曰聰爲康熙十二年（1673年）癸丑科二甲進士。選庶吉士。歷官刑部员外郎，户部郎中。康熙二十六年十二月初六庚戌（1688年1月8日）接替趙隨擔任福建提學道。